# Postúmia (gente)

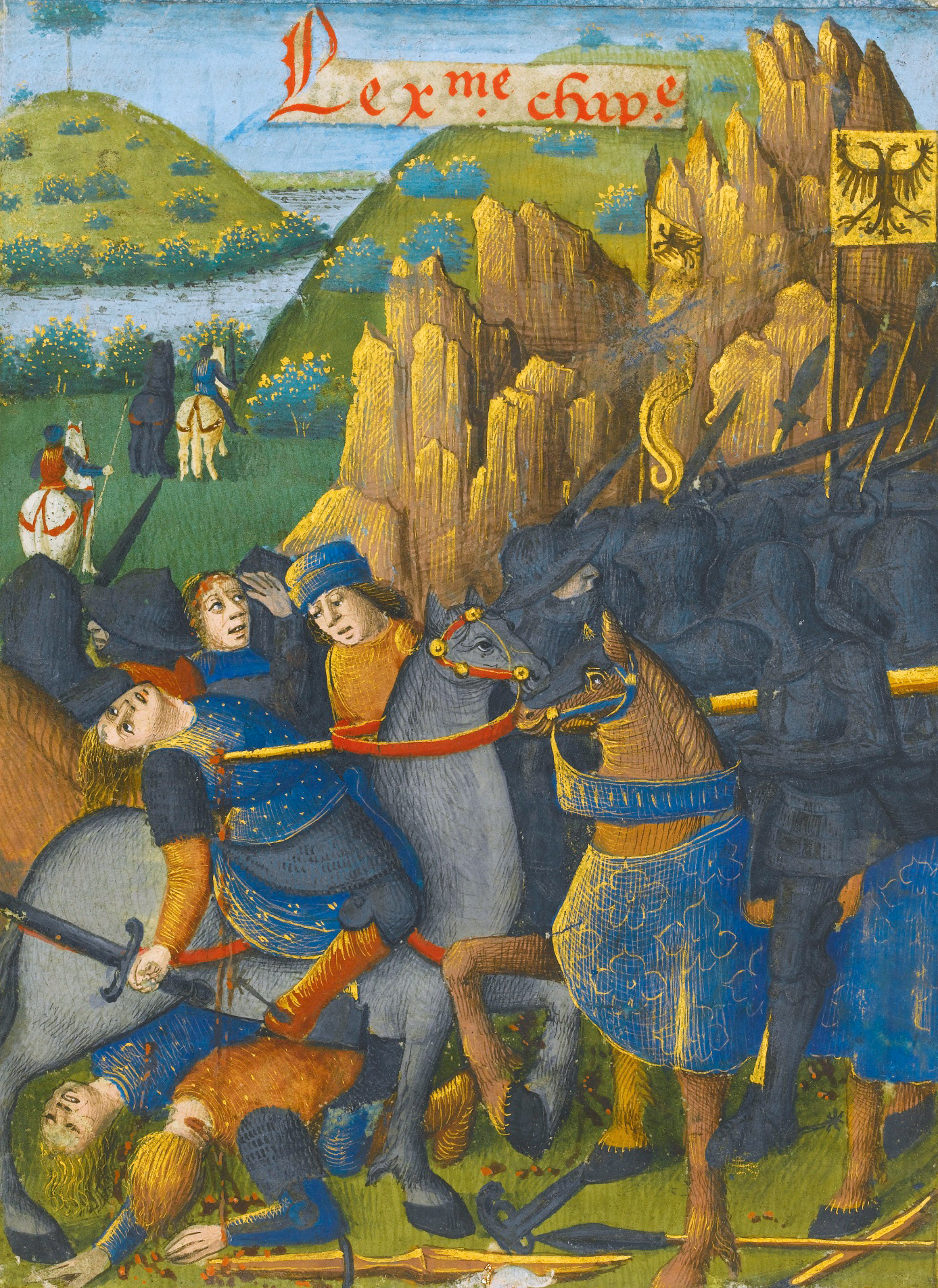
Morte de Lúcio Postúmio Albino, cônsul em 234 a.C., morto na emboscada da Floresta Litana, contra os boios, em 216 a.C..

A gente Postúmia (em latim: Postumia, pl. Postumii) era uma das mais antigas gentes patrícias da Roma Antiga. Seus membros com frequência ocuparam os cargos mais algos da magistratura romana, desde a fundação até a queda da república. O primeiro a chegar ao consulado foi Públio Postúmio Tuberto, em 505 a.C., quatro anos depois da expulsão dos Tarquínios

## Origem
O nome "Postumius" é um sobrenome patronímico derivado do prenome Póstumo (em latim: "Postumus"), que, presumivelmente, tinha um ancentral da gente. Este termo, por sua vez, é derivado do adjetivo laitno "postremus", que significa "último" ou "mais próximo", originalmente um indicativo do filho mais novo ou caçula. Porém, seu significado já se confundia desde a antiguidade com "posthumous", utilizado para designar um filho nascido após a morte do pai, sem dúvida por que este filho era necessariamente o mais novo.

## Prenomes
As mais proeminentes famílias dos Póstumos durante os primeiros anos da República favoreciam os prenomes ("praenomina") Aulo, Espúrio e Lúcio, com raras ocorrências de Marco, Públio e Quinto. No período tardio, aparecem Postúmios chamados Caio, Cneu e Tito

## Ramos e cognomes
A mais distinta família da gente Postúmia tinha o cognome Albo ("Albus") ou Albino ("Albinus"), mas havia também os Megelos ("Megellus") e Tubertos ("Tubertus"). Regilense ("Regillensis") era um agnome dos Albinos. Nas Guerras Púnicas e depois dela, apareceram os cognomes ("cognomina") Pirgense ("Pyrgensis"), Tempsano ("Tempsanus" e Tímpano ("Tympanus"). Apenas uns poucos Postúmios aparecem nas fontes sem um cognome.

## Membros

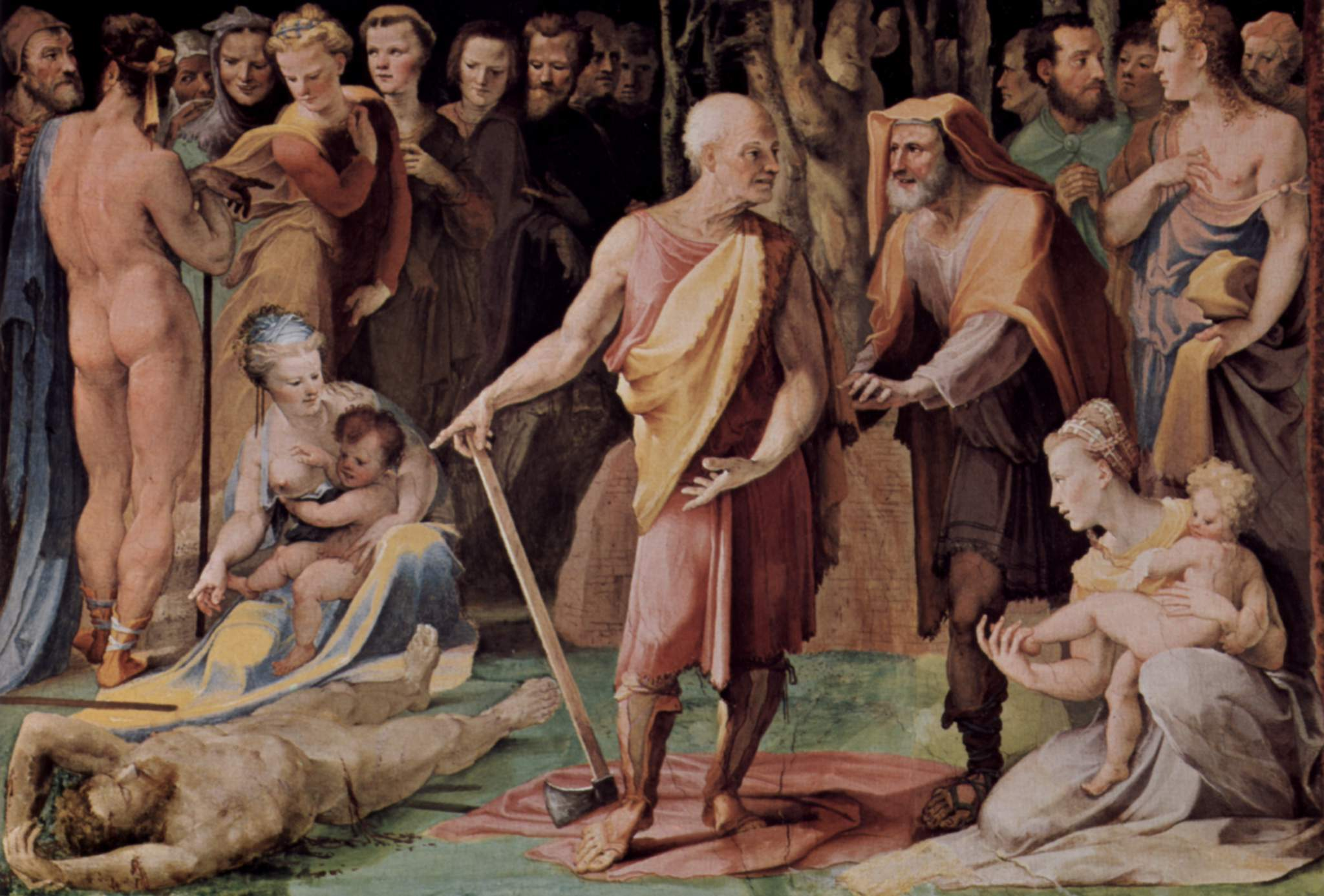
Aulo Postúmio Tuberto, ditador em 431 a.C., ordenando a execução de seu próprio filho por ele ter abandonado seu posto.

### Postúmios Tubertos
- Públio Postúmio Tuberto, cônsul em 505 e 503 a.C..
- Aulo Postúmio Tuberto, ditador em 431 a.C..

### Postúmios Albos e Albinos
- Aulo Postúmio Albo Regilense, ditador em 498 a.C. e cônsul em 496 a.C..
- Espúrio Postúmio Albo Regilense, cônsul em 466 e decênviro em 451 a.C..
- Aulo Postúmio Albo Regilense, cônsul em 464 a.C..
- Espúrio Postúmio Albo Regilense, tribuno consular em 432 a.C..
- Marco ou Públio Postúmio Albo Regilense, tribuno consular em 414 a.C., morto em uma insurreição de seus soldados.
- Marco Postúmio Albino Regilense, censor em 403 a.C..
- Aulo Postúmio Albino Regilense, tribuno consular em 397 a.C..
- Espúrio Postúmio Albino Regilense, tribuno consular em 394 a.C..
- Espúrio Postúmio Albino, cônsul em 334 e 321 a.C.; censor em 332 a.C.; general na Segunda Guerra Samnita.
- Lúcio Postúmio Albino, rei das coisas sagradas c. 270 a.C.
- Aulo Postúmio Albino, cônsul em 242 e censor 234 a.C..
- Lúcio Postúmio Albino, cônsul em 234 e 229 a.C., eleito cônsul uma terceira vez em 215 a.C., mas assassinado pelos boios antes de assumir a função.
- Espúrio Postúmio Albino, cônsul em 186 a.C..
- Aulo Postúmio Albino Lusco, cônsul em 180 e censor em 174 a.C..
- Espúrio Postúmio Albino Paululo, cônsul em 174 a.C..
- Lúcio Postúmio Albino, cônsul em 173 a.C..
- Aulo Postúmio Albino, um oficial no exército de Lúcio Emílio Paulo na Macedônia em 168 a.C..
- Lúcio Postúmio Albino, cônsul em 154 a.C., morreu pouco depois de deixar Roma.
- Aulo Postúmio Albino, cônsul em 151 a.C. e um estudioso do grego.
- Espúrio Postúmio Albino Magno, cônsul em 148 a.C., orador mencionado por Cícero.
- Espúrio Postúmio Albino, cônsul em 110 a.C..
- Aulo Postimius Albino, propretor em 110 a.C..
- Aulo Postúmio Albino, cônsul em 99 a.C., mencionado favoravelmente por Cícero.
- Aulo Postúmio Albino, pretor em 89 a.C., assassinado por seus próprios soldados.
- Aulo Postúmio Albino, colocado no comando da Sicília por Júlio César em 48 a.C..
- Décimo Júnio Bruto Albino (adotado por Aulo Postúmio Albino, o cônsul em 99 a.C.), almirante de César e, depois, um de seus assassinos.

### Postúmios Megelos
- Lúcio Postúmio Megelo, cônsul em 305, 294 e 291 a.C..
- Lúcio Postúmio Megelo, cônsul em 262 a.C. e censor em 253 a.C..

### Postúmios posteriores
- Marco Postúmio Pirgense, processado por fraude e malversação de recursos públicos em 212 a.C..
- Lúcio Postúmio Tímpano, questor assassinado em combate pelos boios em 194 a.C..
- Lúcio Postúmio Tempsano, pretor de Taranto em 185 a.C..
- Aulo Postúmio, tribuno militar em 180 a.C.[3]
- Caio Postúmio, tribuno militar em 168 a.C.[4]
- Postúmio, adivinho que previu o sucesso de Lúcio Cornélio Sula entre 90 e 88 a.C.[5][6][7]
- Marco Postúmio, questor de Caio Verres em seu governo da Sicília em 73 a.C.[8]
- Cneu Postúmio, aliado de Sérvio Sulpício Rufo no processo de Lúcio Licínio Murena em 63 a.C.[9]
- Tito Postúmio, um orador elogiado por Cícero.[10]
- Postúmio (provavelmente o mesmo Tito Postúmio orador), um amigo de Cícero que recusou uma nomeação do Senado para o posto de pretor.[11]
- Postúmio, legado de Júlio César em 48 a.C.[12]
- Públio Postúmio, um amigo de Marco Cláudio Marcelo.[13]
- Quinto Postúmio, um senador romano assassinado por ordem de Marco Antônio em 31 a.C.[14]
- Lúcio Postúmio Sérgio Fabulo, um equestre contemporâneo de Marco Aurélio e marido de Mânlia Silana.[15][16]
- Marco Postúmio Festo, cônsul sufecto em 160 e ancestral de Tito Flávio Postúmio Varo, pretor urbano em 271[17]
- Tito Flávio Postúmio Varo, cônsul c. 250 e pretor urbano em 271.[17][18]
- Tito Flávio Postúmio Quieto, cônsul em 272.[18]
- Tito Flávio Postúmio Ticiano, cônsul pela primeira vez em ano incerto e pela segunda, em 301.[18]
- Rúfio Postúmio Festo, cônsul em 472.[19]